# Haro Strait
Haro Strait är ett sund på gränsen mellan Kanada och USA. Det förbinder Juan de Fucasundet i söder med Georgiasundet i nordost. Den ligger mellan Vancouverön i den kanadensiska provinsen British Columbia och San Juan Islands i den amerikanska delstaten Washington.